# فران
فران هو لاعب كرة قدم برازيلي، ولد في 5 مايو 1992 في ساو باولو في البرازيل. لعب مع باوليستا وجمعية بورتوغيزا الرياضية وغراميو اساسكو اوداكس اسبورت كلوب ونادي كورينثيانز.

## وصلات خارجية
- فران على موقع قاعدة بيانات كرة القدم.إي يو (الإنجليزية)
- فران على موقع Soccerway.com (الإنجليزية)